# Finanza straordinaria
Con finanza straordinaria si intendono le entrate straordinarie prelevate dalla Pubblica amministrazione.
Le entrate straordinarie sono i prelievi di ricchezza destinati a far fronte a spese imprevedibili (spese straordinarie), che sono necessarie al verificarsi di circostanze eccezionali quali le guerre, le calamità naturali ecc.
Queste entrate sono tuttavia straordinarie più di nome che di fatto perché lo Stato vi ricorre con sempre maggiore frequenza. Nelle finanze moderne, il debito pubblico (fonte di entrate straordinarie) è lo strumento che viene utilizzato per soddisfare i bisogni della Finanza ordinaria. Questo perché le entrate ordinarie non sono in grado di coprire, da sole, il fabbisogno della pubblica amministrazione.
Le più importanti fonti di entrate straordinarie in molti paesi tra cui l'Italia sono:
1. Alienazione del demanio fiscale
2. Tesoro di guerra
3. L'imposta straordinaria
4. I prestiti pubblici
5. L'emissione di carta moneta
6. I condoni

## L'alienazione del demanio fiscale
Attraverso la cessione dei beni patrimoniali, lo Stato assorbe il risparmio posseduto dagli acquirenti, per un ammontare pari al prezzo pagato riducendo quello disponibile per gli impieghi produttivi.
Nel passato quando il bilancio pubblico attingeva essenzialmente alle entrate patrimoniali, aveva un ruolo di primo piano.

## Tesoro di guerra
È un'altra forma di finanziamento ormai superata.
Un tempo durante i periodi di tranquillità, si accumulavano disponibilità per provvedere ad esigenze eccezionali, in modo particolare al finanziamento della guerra.
Oggi è stato abbandonato, date le dimensioni finanziarie assunte dalla guerra moderna.

## L'imposta straordinaria
L'imposta straordinaria può consistere nell'istituzione di una nuova imposta (o tassa) nel sistema tributario, oppure nell'inasprimento delle aliquote di un tributo preesistente. La seconda soluzione è migliore, sia perché porta ad evitare nuove spese di accertamento e di controllo, sia perché è più accettabile psicologicamente dai contribuenti.
Affinché l'imposta sia straordinaria, deve avere la caratteristica della temporaneità; questo purtroppo non sempre accade perché spesso il tributo rimane per più anni, diventando un'imposta ordinaria.
Esempi di imposta straordinaria ancora oggi esistenti sono:
- L'imposta straordinaria sul patrimonio (applicata in Italia nel 1947)
- L'imposta straordinaria speciale sui veicoli a motore, autoscafi e aeromobili (la prima volta applicata nel 1974 e la seconda volta nel 1976)
- L'imposta straordinaria sugli immobili (applicata nel 1992)

## I prestiti pubblici
Una fonte di entrata straordinaria, a cui lo Stato ricorre sempre più frequentemente, sono i Prestiti pubblici. Il loro insieme forma il Debito pubblico.
I prestiti vengono contratti attraverso l'emissione di titoli di natura obbligatoria, il cui possesso dà il diritto al rimborso del capitale alla scadenza, più gli interessi. I titoli vengono offerti attraverso il ricorso al mercato finanziario (borsa) o venduti ai risparmiatori attraverso l'intermediazione delle banche.
Nella società moderna, la sottoscrizione dei prestiti consiste in un contratto di mutuo che non è più assistito da garanzie reali. Lo Stato si obbliga al pagamento degli interessi e il rimborso dei titoli e il sottoscrittore deve fidarsi della solvibilità del suo debitore.
I prestiti si classificano:
In relazione alle modalità di sottoscrizione
- Prestiti volontari: se il risparmiatore è libero di sottoscriverli o meno in base a criteri di convenienza.
- Prestiti patriottici: se sono contratti non per fini di lucro, ma per sentimenti di solidarietà nazionale.
- Prestiti forzosi: se sono imposti dallo Stato, per un ammontare proporzionato alle possibilità economiche dei sottoscrittori. Questi prestiti sono ormai in disuso nelle moderne finanze perché per via della loro obbligatorietà, la fiducia dei contribuenti nei confronti dell'ente pubblico diminuisce.

In base al modo di collocarsi sul mercato
- A emissione diretta: se sono offerti direttamente dallo Stato ai sottoscrittori attraverso i canali del mercato finanziario.
- A emissione indiretta: se sono collocati sul mercato attraverso l'intermediazione delle banche in cambio di una provvigione.
- A emissione mista: se sono offerti in parte direttamente e in parte indirettamente tramite l'intermediazione bancaria.

Il sistema più frequente è quello dell'emissione indiretta perché attraverso il ricorso agli istituti di credito, lo Stato riesce a collocare sul mercato tutti i titoli emessi.
In relazione al prezzo di emissione dei titoli
- Prestiti emessi alla pari: se il prezzo di emissione è pari al valore nominale.
- Prestiti emessi sotto la pari: se il prezzo di emissione è inferiore al valore nominale.

In relazione alle modalità di intestazione dei titoli
- Titoli al portatore: se non compare su di essi il nome del sottoscrittore e il trasferimento avviene con la semplice consegna.
- Titoli misti: se sono nominativi per il capitale e al portatore per la riscossione degli interessi.

In relazione alla remunerazione del titolo
- Prestiti a interesse: se sul loro importo è corrisposto un interesse. Sono i più diffusi.
- Prestiti a premio: se al sottoscrittore viene pagato un premio a sorteggio annuo.
- Prestiti misti: se remunerati sia con un interesse sia con un premio a sorteggio.

In relazione al mercato su cui vengono collocati i titoli
- Prestiti interni: se sono collocati sul mercato finanziario nazionale e destinati a risparmiatori o agli enti finanziari e creditizi che risiedono all'interno dello Stato. Sono destinati a portare un aumento sia delle importazioni che delle esportazioni di beni e servizi.
- Prestiti esteri: se i titoli sono offerti a governi, imprese o risparmiatori stranieri.

In relazione alla scadenza
- Prestiti a scadenza breve e brevissima: sono prestiti che lo Stato contrae e che hanno da un punto di vista giuridico una scadenza a vista o molto breve.

Esempio i conti correnti passivi presso istituti bancari o altri organismi finanziari.
- Prestiti a scadenza media e lunga: comprendono i Buoni del Tesoro straordinari, cioè con scadenza di più anni, e il debito consolidato redimibile.

Dal 1º gennaio 1999 i titoli di debito pubblico italiano vengono emessi in euro, a un taglio minimo di € 1000.
In relazione al termine di scadenza
- Debito fluttuante: è costituito dai prestiti emessi dallo Stato per importi che variano in relazione al fabbisogno finanziario corrente. Tutto ciò serve per far fronte a momentanee deficienze di cassa e proprio per questo i prestiti devono essere a breve o media scadenza.

Degli esempi sono i Bot con scadenza da 3 a 24 mesi, i Cct con scadenza 2, 3, 5, 7 anni e i Buoni del Tesoro con una scadenza non superiore a un anno.
- Debito consolidato: è l'insieme dei prestiti a lungo termine e è destinato quindi a coprire i disavanzi cronici del bilancio dello Stato. Infatti viene contabilizzato dal bilancio statale a ogni esercizio sia per l'importo del capitale che per gli interessi.

Il debito consolidato può essere redimibile o irredimibile. È redimibile se lo Stato rimborsa i prestiti ai sottoscrittori in diversi modi:
- A scadenza fissa: dove ci dovrà essere il rimborso entro un determinato termine.
- A rimborso graduale: quando i titoli emessi vengono rimborsati ogni anno per una parte di capitale e interesse.
- Mediante cartelle ammortizzabili: se ogni anno vengono rimborsati un certo numero di titoli tramite estrazione a sorte.

I titoli di debito consolidato redimibile sono chiamati anche obbligazioni.
Il debito irredimibile oggi non esiste più (ad eccezione delle monete metalliche coniate dalle Zecche di Stato), ma era formato dai vari prestiti di cui lo Stato non garantiva il rimborso, o che prometteva di pagare a una scadenza indeterminata, obbligandosi solamente a pagare gli interessi. Sono chiamati anche rendite.

## Scelta tra Imposta straordinaria e prestiti pubblici
Una delle problematiche che ha impegnato molti studiosi delle scienze finanziarie è la scelta tra Prestiti pubblici e imposta straordinaria.
Entrambi hanno sia lati positivi che lati negativi. Per esempio i contribuenti che hanno ingenti ricchezze patrimoniali verrebbero penalizzati da un'imposta straordinaria sul patrimonio e preferirebbero quindi il ricorso ai prestiti pubblici. Ma anche i prestiti pubblici hanno degli inconvenienti perché il pagamento degli interessi grava su tutta la collettività e sulle generazioni future che dovranno sopportarlo attraverso il pagamento delle imposte.
Quindi la scelta deve essere fatta in relazione agli effetti di queste due fonti di entrate sulle variabili economiche:
Sull'accumulazione del capitale
Secondo la scuola finanziaria classica per l'accumulazione del capitale è preferibile l'utilizzo dell'imposta straordinaria. Questo perché i prestiti pubblici assorbono il risparmio e lo sottraggono agli investimenti privati, l'imposta straordinaria induce il contribuente a ridurre i consumi senza intaccare il suo risparmio.
Sulla distribuzione del reddito
Gli effetti dei prestiti pubblici e dell'imposta straordinaria sono di grande rilevanza sulla distribuzione del reddito. I soggetti economici che hanno alti patrimoni sono danneggiati da un'imposta straordinaria sul patrimonio, che potrebbe obbligarli a vendere parte dei loro beni per far fronte al pagamento. Invece il ricorso ai prestiti pubblici induce l'erario a inasprire le imposte sui redditi per procurarsi i mezzi necessari al pagamento degli interessi. Un aumento della pressione tributaria danneggia i contribuenti a reddito fisso.
Sulla politica anti-ciclica
Per quello che riguarda i cicli si preferiscono i prestiti pubblici. Questo perché incidono in misura irrilevante sui consumi e portano ad un incremento della domanda globale. Se però si tratta di affrontare una fase ciclica dove la domanda è troppo alta, si può utilizzare un'imposta straordinaria che porta ad una contrazione dei consumi e della domanda.

## Carta moneta
Si tratta del metodo più semplice con cui lo Stato può procurarsi mezzi di pagamento. Tuttavia, i mezzi monetari di nuova emissione gonfiano la circolazione monetaria e causano l'inflazione. Essa, oltre ai danni che può generare nel sistema economico generale, è causa di squilibri e distorsioni che si ripercuotono sull'ordinamento tributario e in particolare sulla ripartizione del carico tributario tra i soggetti della collettività.
È da ricordare che per effetto dei trattati di Maastricht è vigente da alcuni anni, nei Paesi dell'UE, il divieto di concedere crediti nel settore pubblico da parte delle Banche centrali. Inoltre con l'introduzione della moneta unica europea, le funzioni di emissione sono affidate alla Banca Centrale Europea (BCE), che svolge una vigilanza sulla circolazione monetaria e che, attraverso il Sistema europeo delle banche centrali (SEBC), gestisce la politica monetaria nei paesi dell'area dell'euro.

## I BOC
I Boc (Buoni ordinari comunali) sono stati istituiti dal 1995 come titoli del debito pubblico italiano dei Comuni, delle Province, delle Regioni, delle Unioni di Comuni e delle Città Metropolitane.
Il loro rendimento è soggetto ad una ritenuta fiscale del 12.50%; la durata non è inferiore a cinque anni e dall'importo minimo di 1000 euro.
Sono destinati esclusivamente al finanziamento degli investimenti pubblici, in particolare alla realizzazione di opere pubbliche e non alla copertura delle spese correnti.
A questo proposito è molto esplicito l'Articolo 119 della Costituzione Italiana:
"I Comuni, le Province, le Città metropolitane e le Regioni hanno un proprio patrimonio, attribuito secondo i princìpi generali determinati dalla legge dello Stato. Possono ricorrere all'indebitamento solo per finanziare spese di investimento. È esclusa ogni garanzia dello Stato sui prestiti dagli stessi contratti.”
La loro emissione è regolata da una delibera del Ministero del Tesoro nella quale si prevede l'indicazione dell'investimento da realizzare, il prezzo di emissione, l'ammontare nominale del prestito, la data di godimento, la durata, le modalità di rimborso, la natura del tasso fisso/variabile, la data entro la quale procedere all'emissione, le caratteristiche delle cedole.
L'ente emittente è tenuto a versare un contributo dello 0,1% calcolato sull'ammontare del prestito obbligazionario.
In Italia, i Boc non hanno avuto molto successo sul mercato finanziario perché pochi enti li hanno emessi.
In generale per ottenere finanziamenti per i costi delle opere pubbliche e delle infrastrutture produttive,
si preferisce ricorrere alla Cassa dei depositi e prestiti s.p.a. alimentata dal risparmio postale.